# Brockway Lux
Brockway Lux to autobus miejski, wyposażony bardziej komfortowo od podstawowego modelu Brockway Motor Company. Wewnątrz zastosowano wygodniejsze, tapicerowane siedzenia pasażerów. Dzięki zastosowaniu przesuwanych szyb w bocznych oknach, poprawiono wentylację. Okna te zaopatrzono także w zasłonki. W tylnych narożnikach zastosowano, rzadko wówczas spotykane, gięte szyby, dzięki czemu cały pojazd posiadał bardzo elegancki i lekki wygląd.